# Marcelo Subiotto
Marcelo Rodolfo Subiotto (Buenos Aires, 1967) és un actor i dramaturg argentí. Va iniciar la seva carrera en el teatre independent i més tard va començar a actuar en la televisió i el cinema, en pel·lícules com Me casé con un boludo, La luz incidente, La larga noche de Francisco Sanctis i Animal.

## Primers anys
Subiotto va néixer a Buenos Aires i va passar gran part de la seva joventut en un club de la comunitat iugoslava del seu barri. Els seus avis materns provenien de Croàcia, mentre que els seus avis paterns provenien de Trieste (Itàlia) i eren d'origen croat, el cognom italià del qual provenia d'una migració prèvia des de Toscana al voltant de l'any 1700. Va assistir al club iugoslau fins als vint anys d'edat; durant aquest període va participar d'activitats com el voleibol i la música. Es va començar a interessar per l'actuació després d'assistir a un curs dictat per un grup d'actors iugoslaus. Es va formar com mestre major d'obres, però mai arribaria a exercir aquest ofici
Cap a finals dels anys 1980 va assistir a l'Escola Municipal d'Art Dramàtic i va realitzar cursos de clown, màscares balineses, teatre de carrer, adreça, posada en escena i dramatúrgia. A principis dels anys 1990 va descobrir el llibre  Cap a un teatre pobre del director polonès Jerzy Grotowski, que el va influenciar en gran manera. Més tard va abandonar l'Escola Municipal d'Art Dramàtic per a continuar la seva formació com a actor amb Guillermo Angelelli.

## Carrera
Va començar a desenvolupar la seva carrera com a actor participant en nombroses obres teatrals. Va formar un duo d'actuació amb Juan Minujín. Va tenir participacions en les obres Mujeres soñaron caballos, Espía a una mujer que se mata i Los hijos se han dormido bajo la dirección de Daniel Veronese. sota la direcció de Daniel Veronese. Al costat de Veronese, Subiotto es va allunyar de l'actuació paròdica per a passar a fer interpretacions hiperrealistes. Després del seu treball en les obres de Veronese es va fer present en produccions teatrals més populars, com les obres del director Jorge Lavelli Hija del Aire amb Blanca Portillo i Rey Lear amb Alejandro Urdapilleta.
Després de gestionar el teatre Puerta Roja durant deu anys —on al costat d'Adrián Canale va realitzar alguns projectes propis com a actor, director i dramaturg—, en 2012 va començar a tenir major presència al cinema, destacant la seva participació en produccions de cinema independent. Durant la dècada del 2010, la seva presència al cinema i la televisió es va afermar, actuant el films com La luz incidente (2016), La larga noche de Francisco Sanctis (2016) i Animal (2018). Pel seu treball a La luz incidente, Subiotto va guanyar el Premi Sur al millor actor revelació i va ser candidat a millor actor, i va estar nominat com a millor actor de repartiment als Premis Cóndor de Plata 2017.
La seva trajectòria al cinema va continuar amb el thriller psicològic Bahía Blanca (2021), en un paper de repartiment; la pel·lícula d'autor Piedra noche (2021), coprotagonitzada amb Mara Bestelli; i la pel·lícula de supervivència La encomienda (2021). Al mateix temps, va formar part del repartiment de la sèrie de televisió Terapia alternativa. A l'any següent va continuar treballant en la televisió, aquesta vegada participant en la producció mexicana Amsterdam (2022), creada per l'argentí Gustavo Taretto.
En 2023 va obtenir el premi a millor actor en el Festival de Cinema de Sant Sebastià per la seva interpretació d'un professor de filosofia en la comèdia Puan, al costat de Leonardo Sbaraglia.

## Filmografia
Cinema
- Mientras tanto (2006) ... Marcelo
- 15 minutos de gloria (2007)
- El sentido del miedo (2007) ... Morales
- El crítico (2014) ... Margulis
- La piel (curtmetratge) (2014)
- La luz incidente (2015) ... Ernesto
- Una mujer en el bosque (curtmetratge) (2015)
- Me casé con un boludo (2016) ... Moreno
- La larga noche de Francisco Sanctis (2016) ... Perugia
- Historias breves 12 (2016)
- Esteros (2016) ... Esteban
- Animal (2018) ... Gabriel Hertz
- Familia sumergida (2018) ... Jorge
- Hojas verdes de otoño (2018) ... Luis
- El bosque de los perros (2019) ... Carlos
- Ciegos (2019) ... Marco
- Delfín (2019) ... Totzsa
- La afinadora de árboles (2019) ... Francisco
- La deuda (2019) ... Sergio
- Crímenes de familia (2020) ... Dr. Pedro Vieytes
- Bahía Blanca (2021) ... Vecino
- Piedra noche (2021) ... Bruno
- La encomienda (2021) ... Abreu
- Sublime (2022) ... Profesor
- Lunáticos (2022)
- La barbarie (2023) ... Marcos Risalde
- Puan (2023) ... Marcelo Pena

Televisió
- Beinase (2006) ... Jorge Morales
- Doce casas, historia de mujeres devotas (2014)
- Las 13 esposas de Wilson Fernández (2014)
- Los siete locos y los lanzallamas (2015)
- Bs. As. bajo el cielo de Orión (2015) ... Omar
- La fragilidad de los cuerpos (2017) ... Rivero
- Encerrados (2018) ... Francisco
- Terapia alternativa (2021) ... Luis
- Cross (2021) ... Jose Luis
- Ámsterdam (2022) ... López
- Robo mundial (2022) ... Aníbal
- División Palermo (2023) ... Julio García Reynoso
- El Eternauta (2024)